# Aston Martin Vantage (2005)
Aston Martin V8/V12 Vantage — спортивный автомобиль с кузовом из алюминия и композитных материалов на платформе V/H. Премьера состоялась в марте 2005 года в Женеве, а производство началось с декабря 2005 года. Трансмиссия создана по схеме transaxle, 6-ступенчатая МКП вынесена к задней оси с главной передачей, дифференциал ограниченного трения. Ручная сборка, комплектация по индивидуальному заказу. Приблизительная цена - 150 000 евро.